# Девятовский, Вадим Анатольевич
Вади́м Анато́льевич Девято́вский (бел. Вадзім Анатолевіч Дзевятоўскі, род. 20 марта 1977, Новополоцк, Белорусская ССР, СССР) — белорусский метатель молота, чемпион мира, призёр Олимпийских игр и чемпионата Европы. Заслуженный мастер спорта Республики Беларусь (2008). Выступал за «Динамо». С 2012 по 2019 годы — депутат Палаты представителей Национального собрания Республики Беларусь, с сентября 2014 по сентябрь 2020 года — председатель Белорусской федерации легкой атлетики.

## Биография
Вадим Девятовский родился 20 марта 1977 года в городе Новополоцк Витебской области.
Окончил юридический факультет Полоцкого государственного университета.
Лёгкой атлетикой начал заниматься в возрасте семи лет.
Заслуженный мастер спорта Республики Беларусь по легкой атлетике, призер Олимпийских игр.
Работал спортивным инструктором в войсковой части МВД Республики Беларусь.

## Достижения
- Олимпийские игры 2004 — 4 место
- Чемпионат мира 2003 — 7 место
- Чемпионат мира 2005 — 1 место
- Чемпионат Европы 2006 — 2 место
- Чемпион Беларуси — 2006
- Чемпионат мира 2007 — 4 место
- Летние Олимпийские игры 2008 — 2-е место. В декабре 2008 года из-за повышенного содержания тестостерона, по решением Международного олимпийского комитета был лишён награды и подвергнут пожизненной дисквалификации. В июне 2010 года решения о дисквалификации были отменены Спортивным арбитражным судом в связи с нарушениями, допущенными при проведении допинг-контроля, олимпийская медаль возвращена Девятовскому[2].

## Деятельность на посту председателя БФЛА
25 сентября 2014 года избран председателем Белорусской федерации легкой атлетики, 28 сентября 2018 г. переизбран на новый срок. 24 сентября 2020 покинул данный пост.
Девятовский поддержал изменение формы проведения легкоатлетических соревнований на Европейских играх 2019 года в Минске в пользу «динамичной лёгкой атлетики». Поддержал заявку Минска на проведение чемпионата Европы по лёгкой атлетике в 2024 году.

## Общественно-политическая деятельность
С 2009 года - председатель Новополоцкой городской организации РГА «Белая Русь» (на общественных началах).
Был депутатом Новополоцкого городского Совета депутатов двадцать четвертого и двадцать пятого созывов.  Был делегатом второго, третьего и четвертого Всебелорусских народных собраний.
В 2012-2016 годах был депутатом Палаты представителей Национального собрания Республики Беларусь 5-го созыва.
Член Республиканского Совета Белой Руси.
В 2016-2019 годах - депутат Палаты представителей Национального собрания Республики Беларусь 6-го созыва.
Являлся заместителем председателя Постоянной комиссии по вопросам здоровья, физической культуры, семейной и молодежной политики.

## Награды
- Награжден медалью «За заслуги», юбилейными медалями, медалью Межпарламентской Ассамблеи Содружества Независимых Государств «За укрепление парламентского сотрудничества», грамотами Национального собрания Республики Беларусь, Совета Министров Республики Беларусь, Совета Министров Межпарламентской Ассамблеи Спорт и туризм Республики Беларусь. Ему присвоено звание «Почетный житель Новополоцка», «Человек года Витебской области - 2009».
- Медаль «За укрепление парламентского сотрудничества» (19 мая 2016 года, Межпарламентская ассамблея СНГ) — за особый вклад в развитие парламентаризма, укрепление демократии, обеспечение прав и свобод граждан в государствах — участниках Содружества Независимых Государств[5].
- Медаль «МПА СНГ. 25 лет» (27 марта 2017 года, Межпарламентская ассамблея СНГ) — за заслуги в деле развития и укрепления парламентаризма, за вклад в развитие и совершенствование правовых основ функционирования Содружества Независимых Государств, укрепление международных связей и межпарламентского сотрудничества[6].
- Почётный знак «За заслуги в развитии физической культуры, спорта и туризма» (12 апреля 2018 года, Межпарламентская ассамблея СНГ) — за значительный вклад в развитие физической культуры, спорта и туризма в государствах — участниках Содружества Независимых Государств, реализацию идей сотрудничества в сфере физической культуры, спорта и туризма[7].
- Почётная грамота Совета МПА СНГ (16 апреля 2015 года, Межпарламентская ассамблея СНГ) — за активное участие в деятельности Межпарламентской Ассамблеи и её органов, вклад в укрепление дружбы между народами государств — участников Содружества Независимых Государств[8].

## Личная жизнь
Женат, имеет двух сыновей.

## Инцидент 2020 года
До августа 2020 года Вадим Девятовский часто подчеркивал, что он занимает провластную общественно-политическую позицию. Перед президентскими выборами он призывал голосовать за Лукашенко, повторяя, как много тот сделал для страны.
Но уже в августе Вадим вместе со своим братом Олегом, который ранее был главным тренером национальной сборной Беларуси по водным лыжам, попал в переделку. В один из дней после выборов они находились в кафе в центре Минска, когда в тот момент в этом районе оказались силовики, которые задерживали людей, прячущихся от них в этом заведении. Под «раздачу» попали и Девятовские, которые не принимали участие в протестах. Братьев доставили на Окрестина. Что именно они там пережили, достоверно неизвестно.
Вскоре Девятовских отпустили без составления протоколов. Однако именно после этого происшествия Олег Девятовский попытался перерезать себе вены и был госпитализирован в критическом состоянии. Утром 21 августа Вадим Девятовский узнал о произошедшем и пережил нервный срыв, попав в РНПЦ психического здоровья в Новинках, сделав перед этим резонансную запись на своей странице в Facebook: «Лукашенко — не мой Президент!!!», которую однако позже удалил.
24 сентября того же года Вадим Девятовский покинул пост председателя Белорусской федерации легкой атлетики.